# Pediobius williamsoni
Pediobius williamsoni är en stekelart som först beskrevs av Girault 1911.  Pediobius williamsoni ingår i släktet Pediobius och familjen finglanssteklar. Inga underarter finns listade i Catalogue of Life.